# جفرسون ناسیمنتو
جفرسون ناسیمنتو (به پرتغالی: Jefferson Nascimento) مدافع اهل برزیل است که در شهر Campo Formoso و در تاریخ ۵ ژوئیهٔ ۱۹۸۸ به دنیا آمده‌است.
جفرسون ناسیمنتو در تیم‌های فوتبال São Caetano سابقهٔ حضور دارد.